# تارینگا، کوئینزلند
( تارینگا ) (به انگلیسی: Taringa) یک حومه شهر در استرالیا است که در کوئینزلند واقع شده‌است.